# Tellina aequistriata
Tellina aequistriata är en musselart som beskrevs av Thomas Say 1824. Tellina aequistriata ingår i släktet Tellina och familjen Tellinidae. Inga underarter finns listade i Catalogue of Life.